# Archidiocèse de Nanning
L' archidiocèse de Nanning (en latin Archidiocoesis Nannimensis) est un siège métropolitain de l'Église catholique de Chine dans le Guanxi (ex Kouang-Si) en Chine méridionale. Ce fut longtemps un territoire de mission de la société des Missions étrangères de Paris.

## Historique
- 6 août 1875: fondation de la préfecture apostolique du Kouang-Si détachée du vicariat apostolique de Canton (aujourd'hui archidiocèse de Canton)
- 6 juin 1914: élevé au rang de vicariat apostolique
- 16 février 1922: cède une partie de son territoire à l'avantage de la préfecture apostolique de Nanlong (en)
- 3 décembre 1924: renommé en vicariat apostolique de Nanning
- 30 juin 1930: cède une partie de son territoire pour la mission sui juris de Wuzhou (aujourd'hui diocèse (en))
- 11 avril 1946: élevé au statut d'archidiocèse par la bulle de Pie XII Quotidie Nos[1] qui réorganise toute l'Église de Chine au lendemain de la Seconde Guerre mondiale, alors que les forces communistes progressent dans une grande partie du territoire. Les missionnaires sont expulsés à partir de 1949.

Joseph Meng Ziwen est consacré évêque en 1984, mais cette consécration n'est pas reconnue par le gouvernement communiste chinois qui le considère comme un simple prêtre. Il meurt à l'âge vénérable de 103 ans, le 7 janvier 2007. Un coadjuteur avait été nommé en 2003 avec l'accord de Rome, Mgr Jean-Baptiste Tan Yanchuan, qui lui succède donc. La conférence épiscopale chinoise soumise aux autorités gouvernementales a unifié les quatre circonscriptions ecclésiastiques de la région, devenant le diocèse du Guanxi, sans en référer à Rome. Ainsi pour les autorités chinoises, Mgr Tan Yanchuan est évêque officiel du Guanxi depuis 2003, alors que pour le Saint-Siège il est archevêque de l'archidiocèse de Nanning depuis 2007. Le gouvernement chinois refuse de reconnaître les différences entre préfectures, ou vicariats apostoliques ainsi qu'entre diocèses ou archidiocèses, et ne reconnaît que des diocèses.

## Ordinaires
- Pierre-Noël-Joseph Foucart, mep, 13 août 1878 - 31 mars 1889, décédé
- Jean-Benoît Chouzy, mep, 21 août 1891 - 22 septembre 1899, décédé
- Joseph-Marie Lavest, mep, 26 avril 1900 - 23 août 1910, décédé
- Maurice-François Ducœur (pl), mep, 22 décembre 1910 - 10 juin 1929, décédé
- Paulin-Joseph-Justin Albouy, mep, 30 juin 1930 - 7 février 1954, décédé

## Édifices religieux
Le siège de l'archidiocèse est à la cathédrale Notre-Dame de Chine à Nanning. Le diocèse de Wuzhou est suffragant de l'archidiocèse de Nanning et la cathédrale en est le siège. L'archidiocèse compte aussi trois autres églises dont l'Église du Sacré-Cœur-de-Jésus de Nanning.

## Statistiques
L'archidiocèse comptait en 1950 pour une population de six millions d'habitants 7 584 baptisés catholiques, vingt-six prêtres et vingt-quatre religieuses.

## Source
- Annuaire pontifical, 1951